# Daarle
Daarle (Nedersaksisch: Doarle) is een dorp in West-Twente en ligt op de grens met Salland. Het hoort bij de Nederlandse gemeente Hellendoorn, in de provincie Overijssel. Daarle telt ruim 1.445 inwoners (in 2023).

## Geschiedenis

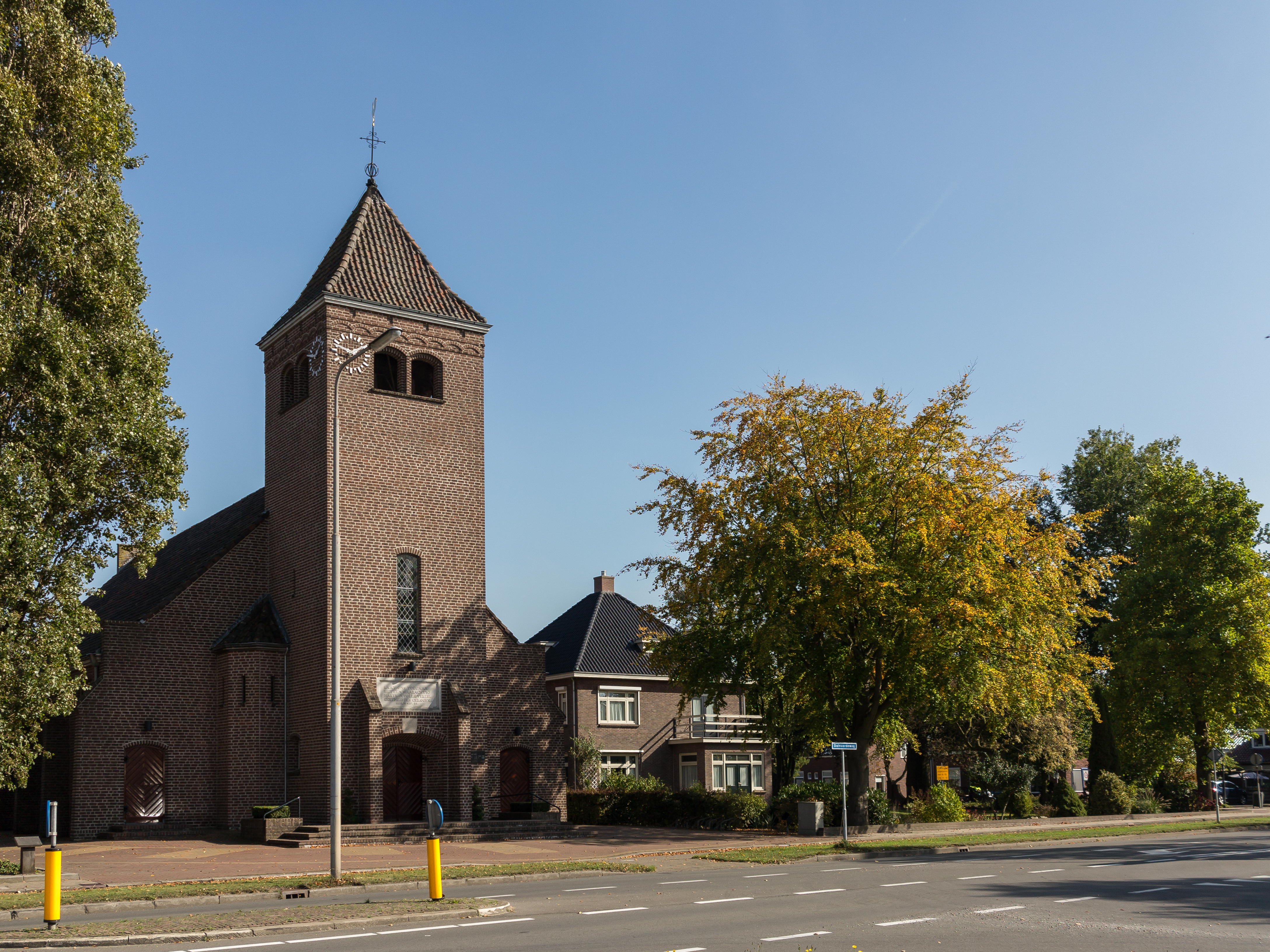
Daarle, de Hervormde kerk

Daarle is een oud esdorp: reeds in 933 wordt de naam genoemd in een lijst van bezittingen van het Westfaalse klooster Werden. Eeuwenlang is het dorp omsloten geweest door moerassen. Het dorp is in de loop der tijd weinig gegroeid. Na 1850 werd het kanaal Zwolle-Almelo gegraven en verdubbelde het inwonertal door vestiging aan de vaart. Na 1900 werd het veendorp Daarlerveen zelfstandig ten opzichte van Daarle, dat hoofdzakelijk uit boeren bestond. Op kerkelijk gebied vielen de inwoners onder de Hervormde Kerk te Hellendoorn. Vanouds had het een eigen kapel, die met de Reformatie is verdwenen. In 1855 werd er een zelfstandige hervormde kerk gesticht en konden de inwoners weer in eigen plaats ter kerke. Het oudste kerkelijke attribuut, een romaans bentheimerstenen doopvont, dat na de Reformatie heeft gediend als paardekrib op het erf Janshuis, bevindt zich thans in het Rijksmuseum Twenthe te Enschede. Naast de Hervormde gemeente bestaat er sinds 1933 een zelfstandige Gereformeerde Kerk.

## Verkeer en vervoer
De twee belangrijkste wegen zijn de Hellendoornseweg en de Dalvoordeweg. De Hellendoornseweg loopt ook nog helemaal door Marle en een klein stukje door Hellendoorn.
Het dorp is bereikbaar met het openbaar vervoer via de buurtbuslijn 594 (Daarlerveen/Den Ham – Nijverdal).
Het dorp kent één bushalte, namelijk 'n Tip. Vanaf halte 'n Tip vertrekken de buurtbussen richting Daarlerveen (vanaf station Daarlerveen is er aansluiting op de treinen richting Hardenberg en Almelo), Den Ham en Nijverdal (vanaf station Nijverdal is er aansluiting op de treinen richting Enschede en Zwolle).